# Ukrainische Squashnationalmannschaft
Die ukrainische Squashnationalmannschaft ist die Gesamtheit der Kader des ukrainischen Squashverbandes (ukrainisch Федерація Сквошу України). In ihm finden sich ukrainische Sportler wieder, die ihr Land sowohl in Einzel- als auch in Teamwettbewerben national und international im Squashsport repräsentieren.

## Historie
Die Ukraine nahm bei den Männern 2011 erstmals an einer Weltmeisterschaft teil und schloss das Turnier auf Rang 29 ab. Bei insgesamt sieben Begegnungen gelang der Mannschaft lediglich im vorletzten Spiel gegen die Mannschaft aus Bermuda ein Sieg. Zum Kader bei der Weltmeisterschaft gehörten Kostjantyn Rybaltschenko, Ruslan Sorotschynskyj, Denys Podwornyj und Walerij Fedoruk. Eine Frauenmannschaft nahm bislang nicht an Weltmeisterschaften teil.
Bei Europameisterschaften, die jährlich seit 1973 ausgetragen werden, nimmt die Ukraine seit Beginn der 2000er-Jahre regelmäßig mit der Mannschaft der Männer und sporadisch mit der Mannschaft der Frauen teil. Ihr bestes Resultat erzielten die Männer 2014 und 2016 mit dem jeweils 17. Platz, den Frauen gelang 2019 ein 13. Platz.

## Bilanz
| Herren |                   |                    |                    |                    |                    |
| Jahr   | Austragungsort    | Runde              | Platzierung        | Siege              | Niederlagen        |
| 1967   | Melbourne         | nicht teilgenommen | nicht teilgenommen | nicht teilgenommen | nicht teilgenommen |
| 1969   | Birmingham        | nicht teilgenommen | nicht teilgenommen | nicht teilgenommen | nicht teilgenommen |
| 1971   | Palmerston North  | nicht teilgenommen | nicht teilgenommen | nicht teilgenommen | nicht teilgenommen |
| 1973   | Johannesburg      | nicht teilgenommen | nicht teilgenommen | nicht teilgenommen | nicht teilgenommen |
| 1976   | Birmingham        | nicht teilgenommen | nicht teilgenommen | nicht teilgenommen | nicht teilgenommen |
| 1977   | Toronto           | nicht teilgenommen | nicht teilgenommen | nicht teilgenommen | nicht teilgenommen |
| 1979   | Brisbane          | nicht teilgenommen | nicht teilgenommen | nicht teilgenommen | nicht teilgenommen |
| 1981   | Stockholm         | nicht teilgenommen | nicht teilgenommen | nicht teilgenommen | nicht teilgenommen |
| 1983   | Auckland          | nicht teilgenommen | nicht teilgenommen | nicht teilgenommen | nicht teilgenommen |
| 1985   | Kairo             | nicht teilgenommen | nicht teilgenommen | nicht teilgenommen | nicht teilgenommen |
| 1987   | London            | nicht teilgenommen | nicht teilgenommen | nicht teilgenommen | nicht teilgenommen |
| 1989   | Singapur          | nicht teilgenommen | nicht teilgenommen | nicht teilgenommen | nicht teilgenommen |
| 1991   | Helsinki          | nicht teilgenommen | nicht teilgenommen | nicht teilgenommen | nicht teilgenommen |
| 1993   | Karatschi         | nicht teilgenommen | nicht teilgenommen | nicht teilgenommen | nicht teilgenommen |
| 1995   | Kairo             | nicht teilgenommen | nicht teilgenommen | nicht teilgenommen | nicht teilgenommen |
| 1997   | Petaling Jaya     | nicht teilgenommen | nicht teilgenommen | nicht teilgenommen | nicht teilgenommen |
| 1999   | Kairo             | nicht teilgenommen | nicht teilgenommen | nicht teilgenommen | nicht teilgenommen |
| 2001   | Melbourne         | nicht teilgenommen | nicht teilgenommen | nicht teilgenommen | nicht teilgenommen |
| 2003   | Wien              | nicht teilgenommen | nicht teilgenommen | nicht teilgenommen | nicht teilgenommen |
| 2005   | Islamabad         | nicht teilgenommen | nicht teilgenommen | nicht teilgenommen | nicht teilgenommen |
| 2007   | Chennai           | nicht teilgenommen | nicht teilgenommen | nicht teilgenommen | nicht teilgenommen |
| 2009   | Odense            | nicht teilgenommen | nicht teilgenommen | nicht teilgenommen | nicht teilgenommen |
| 2011   | Paderborn         | Gruppenphase       | 29.                | 1                  | 6                  |
| 2013   | Mülhausen         | nicht teilgenommen | nicht teilgenommen | nicht teilgenommen | nicht teilgenommen |
| 2015   | Kairo             | keine Austragung   | keine Austragung   | keine Austragung   | keine Austragung   |
| 2017   | Marseille         | nicht teilgenommen | nicht teilgenommen | nicht teilgenommen | nicht teilgenommen |
| 2019   | Washington, D.C.  | nicht teilgenommen | nicht teilgenommen | nicht teilgenommen | nicht teilgenommen |
| Gesamt | 1 / 26 Teilnahmen | 1 / 26 Teilnahmen  | 0 Titel            | 1                  | 6                  |